# ポール・ゴンザルヴェス
ポール・ゴンザルヴェス (Paul Gonsalves、1920年7月12日 - 1974年5月15日) は、アメリカ合衆国のジャズ・テナー・サックス奏者。

## 略歴
カーボベルデ出身の両親をもち、アメリカ・マサチューセッツ州ブロックトンで生まれる。最初の楽器はギターを手にし子供の頃、家族に求められ定期的にカーボベルデ民謡を演奏していた。マサチューセッツ州ニューベッドフォードで育ち、サビー・ルイス楽団で演奏した。第二次世界大戦中の徴兵前と徴兵後にテナー・サックス奏者としてボストンでサビー・ルイス楽団と最初のプロ契約をした。1950年、デューク・エリントンのバンドに参加する前にカウント・ベイシー（1947年–1949年）、ディジー・ガレスピー（1949年–1950年）のビッグ・バンドで演奏していた。
1956年にニューポート・ジャズ・フェスティバルで「Diminuendo and Crescendo in Blue」の途中、長いソロを展開し 、この演奏はアルバム『Ellington at Newport』にも収録された。ポール・ゴンザルヴェスは群衆の中を歩く様なソロを取るためにデューク・エリントンから「The Strolling Violins」のニックネームを名付けられた。
ポール・ゴンザルヴェスはデューク・エリントンが亡くなる数日前にイギリス・ロンドンで死去した。デューク・エリントン、ポール・ゴンザルヴェスはトロンボーン奏者のタイリー・グレンと一緒に一定期間、同じニューヨークの葬儀場の中で並んでいた。

## ディスコグラフィ

### リーダー・アルバム
- 『クッキン』 - Cookin'  (1957年、Argo)
- Diminuendo, Crescendo and Blues (1958年、RCA Victor)
- 『エリントニア・ムード・アンド・ブルース』 - Ellingtonia Moods and Blues (1960年、RCA Victor)
- 『ゲッティン・トゥゲザー!』 - Gettin' Together! (1961年、Jazzland)
- Tenor Stuff (1961年、Columbia) ※with ハロルド・アシュビー
- 『テル・イット・ザ・ウェイ・イット・イズ!』 - Tell It the Way It Is! (1963年、Impulse)
- 『クレオパトラ・フィーリン・ジャジー』 - Cleopatra – Feelin' Jazzy (1963年、Impulse)
- 『ソルト&ペッパー』 - Salt and Pepper (1963年、Impulse) ※with ソニー・スティット
- Rare Paul Gonsalves Sextet in Europe (1963年、Jazz Connoisseur)
- 『ブーム・ジャッキー・ブーム・チック』 - Boom-Jackie-Boom-Chick (1964年、Vocalion)
- Just Friends (1964年、Columbia EMI) ※with タビー・ヘイズ
- Change of Setting (1965年、World Record Club) ※with タビー・ヘイズ
- Jazz Till Midnight (1967年、Storyville)
- 『ラヴ・コールズ』 - Love Calls (1967年、RCA) ※with エディ・ロックジョウ・デイヴィス
- Encuentro (1968年、Fresh Sound)
- With the Swingers and the Four Bones (1969年、Riviera)
- 『ハミング・バード』 - Humming Bird (1970年、Deram)
- 『ジャスト・ア〜シッティン・アンド・ア〜ロッキン』 - Just a-Sittin' and a-Rockin'  (1970年、Black Lion) ※with レイ・ナンス
- Paul Gonsalves and His All Stars (1970年、Riviera)
- Paul Gonsalves Meets Earl Hines (1970年、Black Lion)
- Mexican Bandit Meets Pittsburgh Pirate (1973年、Fantasy)
- Paul Gonsalves Paul Quinichette (1977年) ※with ポール・クイニシェット
- Sitting In (Paul Gonsalves and Clyde Fats Wright) (2014年、Silk City)